# Jan Vokál

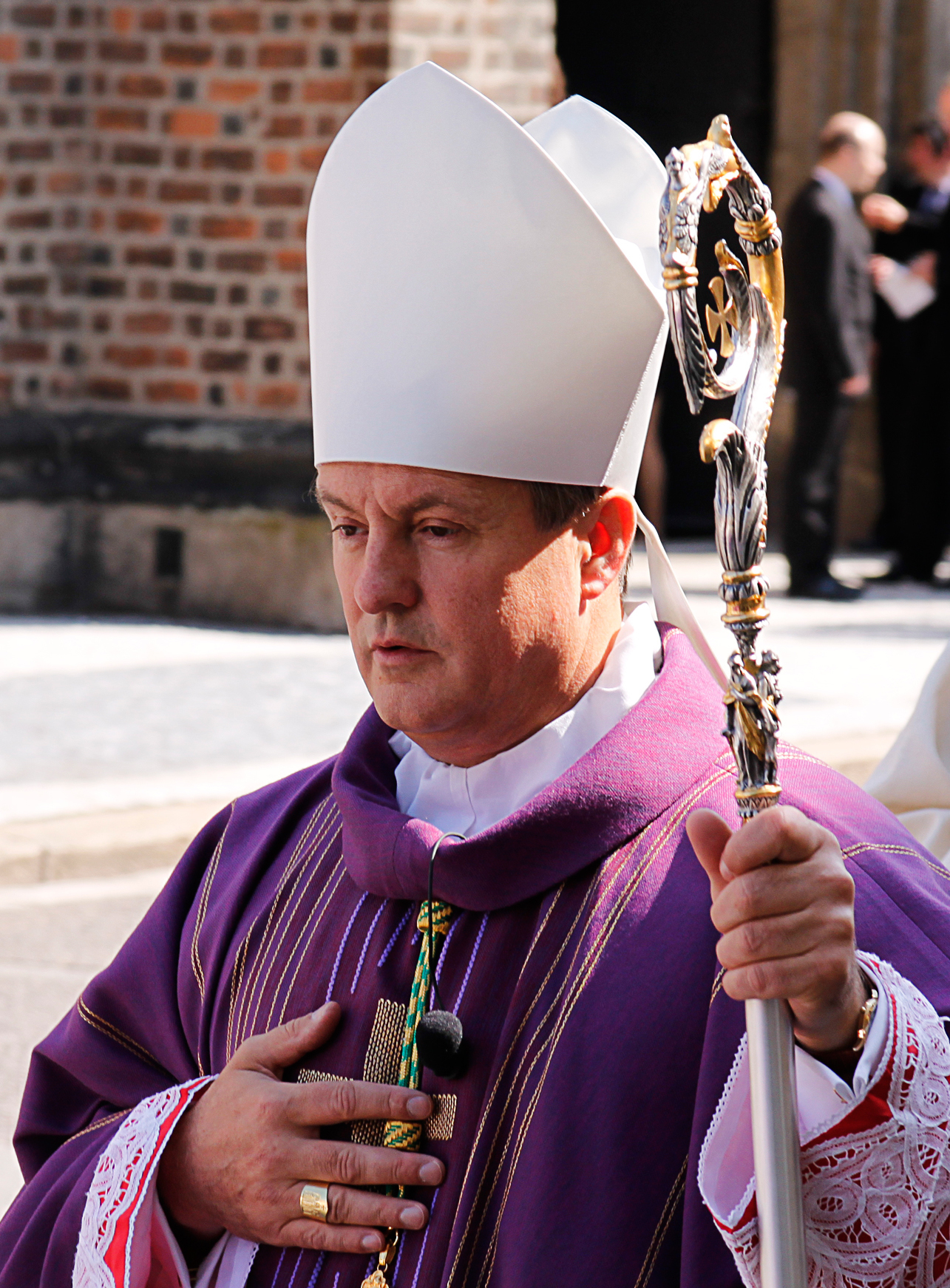
Jan Vokal, Bischof von Hradec Králové (2011)

Wappen Jan Vokál, Bischof von Hradec Králové

Jan Vokál (* 25. September 1958 in Hlinsko, Tschechoslowakei) ist ein tschechischer römisch-katholischer Theologe und 25. Bischof von Hradec Králové (Königgrätz).

## Leben
Jan Vokál erwarb zunächst eine elektrotechnische Fachmatura an der Střední průmyslová škola elektrotechnická in Pardubice und graduierte 1983 an der Technischen Universität Prag (ČVUT) als Diplom-Ingenieur für technische Kybernetik.
Vokál emigrierte 1983 aus der damaligen kommunistischen Tschechoslowakei in den Vatikan und trat in das Päpstliche Collegium Nepomucenum, das tschechische Priesterseminar in Rom, ein und studierte Theologie und Philosophie an der Päpstlichen Universität Gregoriana. Er empfing am 5. Juli 1988 in Ellwangen durch Jaroslav Škarvada, Weihbischof im Erzbistum Prag die Diakonenweihe. Nach seinem Diakonat in der Pfarrei St. Dominic in Northfield und Studienaufenthalt an der University of St. Thomas in Minnesota empfing er am 28. Mai 1989 im Petersdom durch Papst Johannes Paul II. die Priesterweihe. Er war von 1989 bis 1990 als Pfarrvikar in Normal, Illinois tätig.
Ab 1991 war Vokál Mitarbeiter in der Sektion für Allgemeine Angelegenheiten (Erste Sektion) des Staatssekretariates des Heiligen Stuhls. Zudem war er von 1991 bis zu dessen Tod 2005 persönlicher Sekretär von Corrado Kardinal Bafile. 2005 absolvierte er ein Studium in kanonischem Recht und wurde 2008 an der Päpstlichen Lateranuniversität in Kirchenrecht und 2009 an der Karls-Universität Prag in Staatsrecht promoviert.
Jan Vokál wurde 1997 zum Kaplan Seiner Heiligkeit und 2007 zum päpstlichen Ehrenprälaten ernannt. Neben seiner Tätigkeit im Staatssekretariat ist er seit 2005 Koadjutor des Kanonikerkapitels von Santa Maria Maggiore, einer der vier Patriarchalbasiliken in Rom, wo er auch seinen priesterlichen Dienst ausübt. Seit 2005 ist er Domherr des Domkapitels der Heilig-Geist-Kathedrale in Hradec Králové.
Am 3. März 2011 wurde er durch Papst Benedikt XVI. zum 25. Bischof des Bistums Hradec Králové ernannt. Die Bischofsweihe in St. Peter in Rom am 7. Mai 2011 erteilte ihm Kardinalstaatssekretär Tarcisio Bertone, Mitkonsekratoren waren der Erzbischof von Prag, Dominik Duka und Erwin Josef Ender, Apostolischer Nuntius in Tschechien. Am 14. Mai 2011 fand die feierliche Amtseinführung in der Heilig-Geist-Kathedrale in Hradec Králové statt.
Jan Vokál spricht neben seiner Muttersprache Tschechisch auch Englisch und Italienisch; er versteht Deutsch, Polnisch und Russisch.